# Clinotanypus philippinensis
Clinotanypus philippinensis är en tvåvingeart som först beskrevs av Jean-Jacques Kieffer 1921.  Clinotanypus philippinensis ingår i släktet Clinotanypus och familjen fjädermyggor.
Artens utbredningsområde är Filippinerna. Inga underarter finns listade i Catalogue of Life.